# 西河北村
西河北村是中华人民共和国山东省威海市高技术产业开发区田和街道下辖一村庄。村庄位于市区以西，距城区4公里。全村占地面积约0.8平方公里。

## 人口概况
建国前，全村约130户共计400多人。解放后截止1992年末，全村382户共计1020人，皆为汉族。村中共有30多个姓氏，戚、吕，吴，汪、毕为其中基本姓氏。戚、吕两姓约占60%，吴、汪、毕约占30%。

## 村名由来
村南有一条田村河通向西海。因村庄位于北岸且村东另有一村名为东河北，本村与其对应故得此名。

## 隶属沿革
明末清初建村后，属威海卫。至1898年前，属文登县辛汪都三里。1898年英租威海卫后，属威海卫第四总董区。1930年收复威海卫后，属威海卫第三区。1938年日占。1945年威海解放后属里口区。1950年，属田村乡。1958年，属田村人民公社。1984年，属田村镇。1996年，属田村街道。2001年，撤销田村街道，属田和街道。

## 自然环境
全村地形北高南低，村北为笔架山（又称桌子顶），村南为田村河，自东向西入海。2019年7月21日村中建设的笔架山文体公园完工并对外开放。 

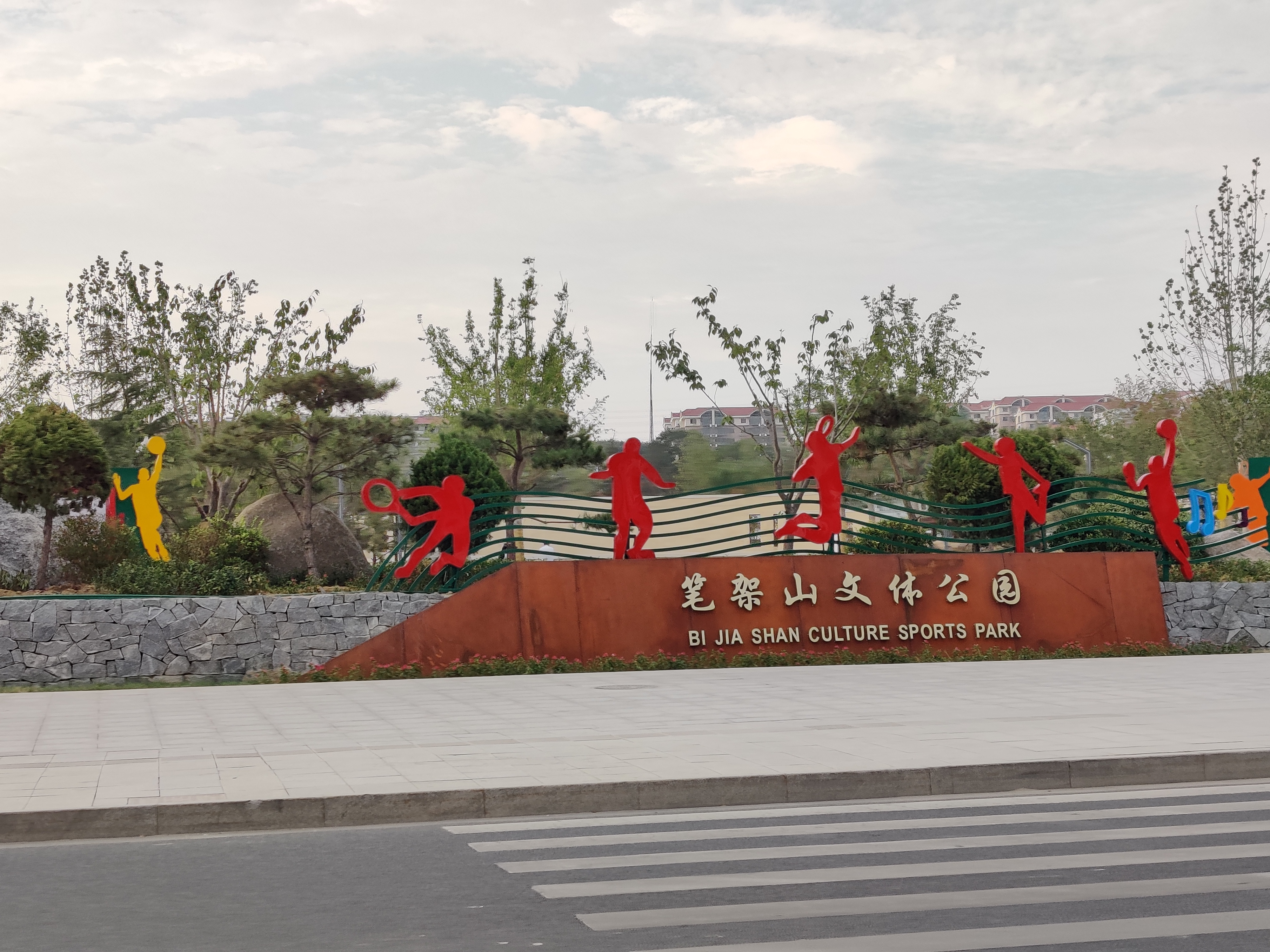
笔架山文体公园